# Douglas Wilder
Lawrence Douglas Wilder (Richmond (Virgínia), 17 de janeiro de 1931) é um advogado e político norte-americano, foi Governador da Virgínia entre 1990 e 1994. Ele foi também o primeiro afro-americano a servir como governador de um estado dos Estados Unidos desde a Era da Reconstrução e o primeiro afro-americano democraticamente eleito como governador na história dos Estados Unidos.
Nasceu em Richmond (Virgínia), Virgínia em 17 de janeiro de 1931, na época da Segregação racial, Ele é neto de escravos, seus avós paternos tinham sido escravos numa fazenda no Condado de Goochland, além de ser descendente direto de Frederick Douglass, formou-se em direito na Virginia Union University, mas teve que trancar o curso para servir o exército americano na Guerra da Coreia, ele serviu o exército entre 1951 e 1953, após o fim da Guerra da Coreia ele voltou e concluiu o curso de direito na Faculdade de Direito da Universidade de Howard. Membro do Partido Democrata, concorreu a uma vaga no Senado estadual em 1969, foi Senador estadual entre 1970 até 1986, em 1986 tornou-se Vice-governador do estado, cargo que ocupou até 1990, em 1989 foi eleito Governador da Virgínia com pouco mais de 50% dos votos, sendo o primeiro afro-americano democraticamente eleito para governador de um estado americano.
Durante o seu mandato como Governador, houve uma grande redução nos índices de criminalidade, além de ter melhorado os transportes públicos e as Rodovias, iniciou um programa de limpeza da Baía de Chesapeake e também incentivou as universidades estaduais a fazerem um boicote às doações recebidas da África do Sul em um protesto contra o Apartheid, em 1992 ele tentou disputar as primárias do Partido Democrata para Presidente, mas desistiu antes que as primárias pudessem começar. Logo após deixar o cargo de Governador ele tentou concorrer a uma vaga no Senado, mas perdeu. Em 2 de novembro de 2004 foi eleito Prefeito de Richmond (Virgínia) com quase 80% dos votos (55 319 votos), cargo que ocupou de 2005 até 2009, apoiou Obama nas eleições de 2008, mas antes de deixar o cargo ele fundou o Museu Nacional da Escravidão nos Estados Unidos, com o intuito de fazer com que o sofrimento dos escravos na época da Escravidão não seja esquecido.